# Paul Gehlhaar
Paul Ernst Gehlhaar (* 27. August 1905 in Königsberg; † 30. Juni 1968 in Berlin-Zehlendorf) war ein deutscher Fußballspieler. Der Torhüter hat zwei Länderspiele in der deutschen Fußballnationalmannschaft bestritten und feierte als Schlussmann von Hertha BSC zweimal in den Jahren 1930 und 1931 den Gewinn der deutschen Fußballmeisterschaft. Insgesamt hat er in den Endrunden um die deutsche Fußballmeisterschaft von 1923 bis 1935 29 Spiele absolviert und gewann mit der Auswahl von Brandenburg auch im Jahr 1929 den Bundespokal.

## Karriere

### Vereine

#### Königsberg
Gehlhaar begann als 10-jähriger Schüler beim VfB Königsberg mit dem Fußballspielen. Als Torwart gehörte er dem Verein bis November 1927 an. In den vom Baltischen Rasen- und Wintersport-Verband ausgetragenen Meisterschaften bestritt er im Bezirk I Königsberg Punktspiele.
Während seiner Vereinszugehörigkeit gewann er mit den Schwarz-Weißen vom Walter-Simon-Platz alle regionalen Meisterschaften und fünf von sechs baltischen Meisterschaften; nur in der Saison 1926/27 gewann er nicht, sondern der Stettiner FC Titania. Mit der Auswahl des Baltenverbandes trat er auch mehrmals im Bundespokal an. Er agierte an der Seite von Mitspielern wie Fritz Gädicke, Ernst Gutschendies, Kurt Jürgons, Franz Kehlbacher, Horst Lemke, Kurt Winter und Erich Bendig.
Aufgrund der Baltischen Meisterschaften nahm er mit seiner Mannschaft auch an den jeweiligen Endrunden um die Deutsche Meisterschaft teil und bestritt insgesamt fünf Spiele, da seine Mannschaft jeweils in der Auftaktrunde gescheitert ist. 1923 verlor er mit dem VfB Königsberg im Halbfinale – in das die Mannschaft per Freilos hineingelangte – denkbar unglücklich gegen den Hamburger SV, dem späteren Meister, da der 3:2-Siegtreffer nur per Eigentor in der 89. Minute zustande gekommen ist.
1927 kam man erneut über das Achtelfinale um die deutsche Meisterschaft nicht hinaus. Königsberg, stetiger Außenseiter bei solchen Spielen, konnte aber in diesem Spiel gegen Hertha BSC die Blau-Weißen erneut ärgern. Nur 1:2 verlor man, und dass die Niederlage so knapp ausfiel, lag hauptsächlich mit am „Zerberus“ der Königsberger, Paul Gehlhaar.
Als Garant für gute Leistungen inzwischen bekannt, wurde er im November 1927 von Hertha BSC verpflichtet und stand erstmals am 29. Juli 1928 mit seinem neuen Verein im Finale um die deutsche Fußballmeisterschaft.

#### Berlin
Sein Debüt für Hertha gab er am 13. November 1927 bei einem 6:1-Heimerfolg gegen SC Wacker 04 in der VBB-Oberliga, Staffel A. Er absolvierte neun Ligaspiele beim Gewinn der Staffelmeisterschaft und stand dann auch in den drei Entscheidungsspielen gegen den Staffelsieger B, Tennis Borussia, im Tor. Die Berliner Meisterschaft holte sich die Hertha am 15. April 1928 mit einem 4:0, wobei Hanne Sobek und Willi Kirsei jeweils zwei Tore erzielten. Sein erstes Finalspiel um die deutsche Fußballmeisterschaft verlor er am 29. Juli mit 2:5 gegen den Hamburger SV. Mit der Hertha gewann er zwei Jahre später die Deutsche Meisterschaft. Zuvor unterlag er mit den Berlinern am 29. Juli 1928 in Altona dem Hamburger SV im Finale mit 2:5, dann am 28. Juli 1929 der SpVgg Fürth mit 2:3, wobei der Siegtreffer erst in der 85. Minute von Karl Rupprecht erzielt wurde. Drei Monate zuvor, am 28. April 1929 hatte Gehlhaar aber mit der Auswahl von Brandenburg gegen Norddeutschland (4:1) den Bundespokal gewonnen. Am 22. Juni 1930 erreichte er mit Hertha BSC erneut und zum dritten Mal in Folge das Finale. Das Spiel gegen Holstein Kiel war an Dramatik nicht zu überbieten, betrachtet man die Torfolge mit wechselnden Führungen. Am Ende erlöste sein Mitspieler Hans Ruch die Berliner Mannschaft mit dem Siegtreffer zum 5:4 in der 87. Minute.
1931 gelang die Titelverteidigung, als der TSV 1860 München im Endspiel knapp mit 3:2 bezwungen wurde, diesmal dank eines Tores von Willi Kirsei in der 89. Minute. Star in jener Ära der Berliner war zweifelsohne Hanne Sobek. In der zweiten Saison der Gauliga Berlin-Brandenburg kam er nochmals zu fünf Ligaeinsätzen und gehörte damit zur Meistermannschaft 1934/35. In der nachfolgenden Endrunde um die deutsche Meisterschaft absolvierte er gegen den PSV Chemnitz, VR Gleiwitz und York Insterburg alle sechs Gruppenspiele und belegte mit der Hertha mit 8:4 Punkten den 2. Gruppenplatz. Mit den drei Spielen gegen SC Nowawes 03 (3:), SC Wacker 04 (4:1) und VfB Pankow (2:0) beendete er 1935/36 nach der Hinrunde seine Spieleraktivität bei Hertha BSC.
1935 verließ Gehlhaar Hertha BSC und schloss sich dem SV Lorenz Berlin an. Mit diesem Verein erreichte er immerhin noch die Gauligenaufstiegsrunde 1938.

### Nationalmannschaft
Gehlhaar war seinerzeit bereits ein Torhüter moderner Prägung, d. h. einer der auch mitspielte. Sein Torwartspiel war spektakulär – er war ein wagemutiger Schlussmann mit akrobatischen Fähigkeiten. Gehlhaar gehörte ohne Nationalmannschaftseinsatz als Ersatztorhüter dem Kader des DFB für das Olympiaturnier 1928 in Amsterdam an. Stammplatzinhaber im Tor war der Nürnberger Heinrich Stuhlfauth. Für die A-Nationalmannschaft bestritt er zwei Länderspiele, die allerdings schlecht für ihn verliefen. Bei seinem Debüt am 30. September 1928 in Stockholm verlor er gegen die Nationalmannschaft Schwedens noch mit 0:2, doch am 24. Mai 1931 unterlag er in Berlin der Nationalmannschaft Österreichs mit 0:6. Am 10. Februar 1929 debütierte mit Willibald Kreß ein herausragender Konkurrent und schließlich fing die Karriere des langjährigen Rekordnationaltorhüters Hans Jakob mit dem Länderspiel am 2. November 1930 gegen Norwegen (1:1) an. Mit dem Spiel gegen das österreichische Wunderteam  endete seine Karriere als Nationalspieler abrupt; dabei galt er allgemein als wagemutig mit akrobatischen Fähigkeiten, furchtlos warf er sich in das Getümmel, um an den Ball zu kommen. Christoph Bausenwein bemerkte in seiner Ausarbeitung über „Die letzten Männer“ zum Duell zwischen Kress und Gehlhaar um die Stuhlfauth-Nachfolge: „Ein anderer, der ein gefährlicher Konkurrent hätte werden können, der Berliner Hertha-Torhüter Paul Gehlhaar, hatte das Pech, dass ihm am 24. Mai 1931 in Berlin beim 0:6 gegen Österreich, die Bälle um die Ohren flogen. Nach dieser höchsten Niederlage, die eine deutsche Nationalmannschaft je hinnehmen musste, war seine internationale Karriere nach nur zwei Länderspielen bereits beendet.“
Gehlhaar begeisterte fast alle, doch bei Bundestrainer Otto Nerz fand sein verwegenes, riskantes Torwartspiel zwar Bewunderung, aber fast keine Berücksichtigung. In der Auswahl von Berlin-Brandenburg kam er zu 17 Einsätzen.

## Erfolge
- Deutscher Meister 1930, 1931
- Gaumeister Berlin-Brandenburg 1935
- Berliner Meister 1929, 1930, 1931, 1933
- Baltischer Meister 1923, 1924, 1925, 1926, 1928
- Ostpreußischer Meister 1923, 1924, 1925, 1926
- Bezirksmeister Königsberg 1923, 1924, 1925, 1926, 1927, 1928
- Bundespokal 1929 mit der Auswahl von Brandenburg

## Sonstiges
Der gelernte Kaufmann trainierte nach dem Zweiten Weltkrieg noch einige Vereine, darunter Minerva 93 und Hertha BSC (1953 bis 1956) in der Stadtliga und führte anschließend eine Tankstelle in Berlin-Zehlendorf.